# فسيجان (سيمينة رود)
فسیجان (بالفارسية: فسیجان) هي قرية تقع في إيران في قسم سیمینة رود الريفي. يقدر عدد سكانها بـ 500 نسمة بحسب إحصاء 2016.